# Чечелівська церква (Дніпро)
Чечелівська церква ― зруйнований колишній православний храм у місті Дніпро. Церква Чечелівського цвинтаря розташовувалася у місцевості Фабрична слобода на місці нинішнього парку Пам'яті та Примирення. 

## Історія
Цвинтар Фабричної слободи розташовувався в районі, де проживали працівники підприємств міста. Був він неподалік сучасних вокзалів. Працював з 1794 по 1837 роки. У 1860-х роках поряд з Фабричною слободою виникла нова – Чечеловська і місцевим жителям також був потрібен цвинтар. Його територія займала сучасний проспект Сергія Нігояна, вулиці Щепкіна та вулицю Вірменської громади. 
Наприкінці 1890-х років за проєктом архітектора Султанова тут спорудили Олександро-Невську церкву, яку закрили у 1937 році. 

Під час Другої світової війни церква згоріла а цвинтар із громадянського перетворився на військовий. Церкву, що згоріла, після звільнення міста у 1943 році вже не відновлювали, її вцілілі стіни були розібрані на будматеріали. Каплиця, в якій на нетривалий час відродилося богослужіння, у 1948 році була зачинена та незабаром зруйнована. На її місці було збудовано одноповерхову будівлю, в якій розмістилася контора «Зеленбуду». 

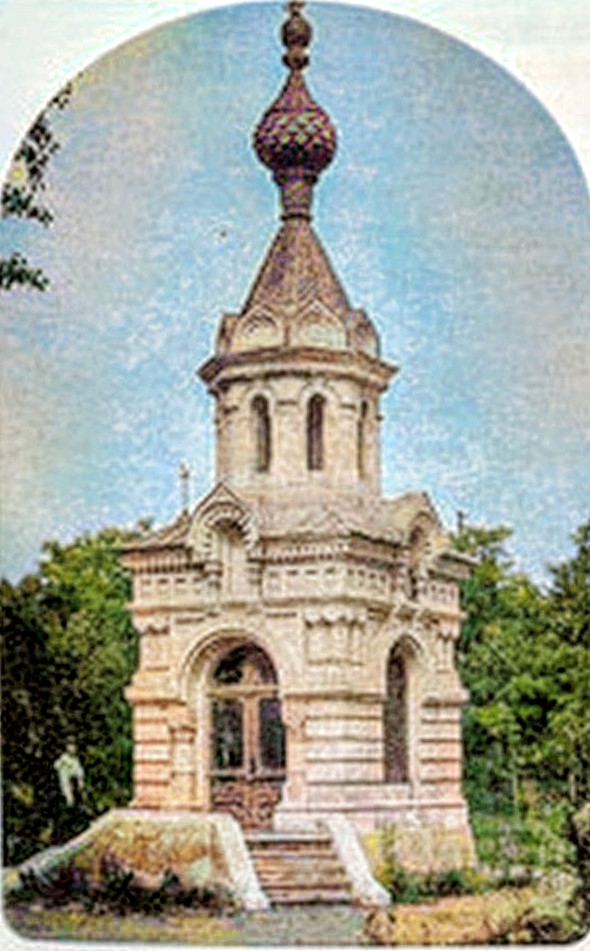
Каплиця